# 卡立阿都拉
丹斯里卡立阿都拉（1922年11月5日—2020年11月18日），又称卡立朱隆，马来西亚政治人物、巫统党员。他出生于吉打州亚罗士打。

## 生平
他于1922年11月5日出生。
第二次世界大战后，卡立参与知名马来组织Saberkas，为民族醒觉而奋斗，并结识后来成为首相的马哈迪·莫哈末。
参政后，他曾出任吉打州议员、巫统最高理事，并于1975年至1980年任阿罗美拉的议员。

## 逝世
2020年11月18日凌晨5时50分，卡立在吉拉医疗中心去世，享年98岁。前首相马哈迪·莫哈末后来在部落格撰文，感叹密友的离去使自己感到“孤独”，并认为随着卡立去世，属于马来斗士的时代已正式结束。